# Poblat ibèric de Burriac
El Poblat Ibèric de Burriac és un jaciment arqueològic de l'època ibèrica que es troba al Parc de la Serralada Litoral, concretament a Cabrera de Mar (el Maresme), inclòs a l'Inventari del Patrimoni Arqueològic i Paleontològic de Catalunya.

## Descripció
També se l'anomena Ilduro o Ilturo, depenent de com es faci la transliteració de la paraula ibera que apareix en les monedes que s'hi van trobar. Va estar habitat des del segle vi aC fins al I aC. El poblat el va descobrir l'arquitecte Lluís Bonet l'any 1915, encara que des de la fi del segle xix ja se suposava l'existència d'un assentament a la zona en haver-s'hi descobert una necròpoli. Des del 1924 fins al 1993 s'hi han fet moltes excavacions i s'han deixat al descobert els diferents elements que s'hi poden contemplar actualment. La manca de manteniment posterior ha tornat a mig amagar la feina feta i n'ha malmès restes.
Està situat al sud del Turó de Burriac, entre el castell i les darreres cases de Cabrera de Mar. Era un poblat de primer ordre d'unes due hectàrees que va ser la capitalit de la zona laietana. És el més gros dels que es coneixen fins avui (més de 45) de tota l'àrea catalana. Estava encerclat per un cinturó de poblats perifèrics més petits que es podrien considerar com de guaita i protecció.
Els vestigis més antics són dues cabanes dels segles VII-VI aC, juntament amb alguns materials d'aquesta època. Durant el període ibèric ple (segles IV-III aC) es va emmurallar totalment, amb un gruix general de muralla d'1,40 metres, i particularment de 2,15 a 2,50 m entre la segona i la quarta torre. La màxima ocupació va ésser durant l'ibèric final (segle ii aC). D'aleshores ençà va perdre habitants fins a quedar-ne tan sols un nucli reduït els anys 50-40 aC. Malauradament, el Castell de Burriac sembla que es va construir amb pedres d'aquest poblat i en va destruir una gran part. Tot i això, quan s'hi facin tasques de neteja, excavació i restauració esdevindrà, sens dubte, la visita arqueològica més interessant de tot el Parc.
Passejant per les senderes s'observen fragments de ceràmica: els més gruixuts són de ceràmica de construcció (majoritàriament teules) i els més prims són d'àmfores i altres peces de cuina. Es barreja la ceràmica ibera amb la romana, normalment de procedència itàlica. Aquesta darrera és un xic més gruixuda i presenta un vernís negre o bé una pasta argilosa amb punts negres als fragments d'àmfora. Per la seua banda, la ceràmica ibera deixa rastre als dits si es frega i algunes peces són grises per mor del fum de la cocció dins del forn del terrissaire.
Els elements més importants en són:
- Porta-torre que formava part de la muralla (de la qual hom pot veure un tram d'uns sis metres) i que permetia l'entrada de carros. Se'n van trobar, també, les pollegueres.
- Cambres del sector central, on vivien diverses famílies. Es pot datar les parets de la fase final (sobre els segles II-I aC), ja que hi ha fragments de ceràmica campaniana (importació dels romans) entre les pedres. Per damunt hi passava un carrer.
- Estances on es conserven dues parets altes a la part baixa del terreny. Aquesta altura prova que les parets d'alguns habitatges eren de pedra fins al sostre. Les parets de la part alta del terreny han estat completades posteriorment per algun pagès.
- Límit del poblat, on es conserva un bon tram de muralla. Hi havia diverses torres, de secció tancada i totes de planta diferent.
- Construcció que es coneix com l'edifici públic, adossada a la muralla oriental. És més gran que la resta, hi ha dues bases de columna i les parets estan més ben fetes. Probablement era un temple o la casa d'un cabdill.
- Cova: molt ben conservada i situada entre dos habitatges, que segurament era un rebost.
- Casa mig recuperada.
- Cova.
- Torre de Ponent: la més estudiada i en millors condicions. S'excavà totalment el 1984 i es va establir una datació del segle IV aC.[2]

També s'hi localitzaren les restes d'un "edifici públic" adossat a la muralla oriental i moltes restes d'habitacions, magatzems de dòlies, sitges, etc.
Al setembre de 2011 es van realitzar treballs arqueològics i de recreació/simulació per al programa Sota Terra de TV3, concretament a la porta meriodinal de l'oppidum.

## Accés
És ubicat a Cabrera de Mar: cal seguir els indicadors de "Clos Arqueològic" des del centre de Cabrera, pujant el camí de Can Segarra fins al capdamunt. També es pot pujar en cotxe a la Font Picant de Cabrera i baixar per una sendera en direcció est que hi mena.